# Rima Hyginus
La Rima Hyginus è una struttura geologica della superficie della Luna.